# 侯嘉明
侯嘉明（英語：Alyson Hau，1983年10月10日—）是香港資深電台唱片騎師，自2000年已在香港新城電台的精選104主持節目，同年轉職香港商業電台的HMV864主持英文節目，再於2003年轉職香港電台第三台主持英文節目，並於2007年6月起同時主持香港電台第二台的節目好心情，於2008年3月起主持香港電台第二台晨光第一線節目。2014年5月28日，在節目中宣佈結束主持晨光第一線。2018年4月16日，聯同朱凱婷，再度成為晨光第一線主持。

## 私生活
侯嘉明與男友Paul Measor在2013年10月開始交往，2016年1月21日答應男友的求婚，並在同年9月28日結婚。婚後僅一個月便宣佈懷孕，長女Annie Evelyn Measor在2017年4月7日出生。
2018年5月13日，即母親節當天宣佈再度懷孕，次女Georgina Mae Measor在同年10月20日出生。
2022年7月24日，侯嘉明宣佈自己第三度懷孕，幼女Namira Kaylee Measor在2023年1月3日出生。

## 曾主持節目
- 香港新城電台[10]
  - 104 Gigabyte (2000)
- 香港商業電台 HMV 864
  - Trendsetter (2003)
  - Chart Express Top 40 Countdown (2003)
  - In Demand Show (2002)
  - Weekend Mornings (2001)
- 香港電台
  - All The Way With Ray
  - The Chart Show
  - Teen Time
  - 晨光第一線
  - 好心情 (2007)
  - 穷富翁大作战II (2010)(旁白)
- 創世電視
  - 愛地球觀察站(2011)

## 外部連結
- 香港電台第一台對侯嘉明的簡介 （页面存档备份，存于）
- 香港電台第三台對侯嘉明的簡介 （页面存档备份，存于） （英文）
- Flickr - 侯嘉明 （页面存档备份，存于）
- MySpace - 侯嘉明 （页面存档备份，存于）
- 侯嘉明Blog
- YouTube 片段
- 侯嘉明Alyson_Hau 新浪微博 （页面存档备份，存于）